# Ike Quartey
Ike Quartey (* 27. November 1969 in Bukom, Ghana als Isufu Quartey) ist ein ehemaliger ghanaischer Boxer.

## Amateur
Sein Vater zeugte 27 Kinder mit fünf verschiedenen Frauen, sein Bruder Clement gewann 1960 eine olympische Silbermedaille. Ike war nicht so erfolgreich. Er gewann 1987 Bronze bei der Juniorenweltmeisterschaft in Havanna und nahm an den Olympischen Spielen 1988 teil, wo er in der Vorrunde ausschied. Seine Bilanz war 50-4.

## Profi
Er wurde im Anschluss Profi und boxte zunächst hauptsächlich in seiner Heimat und Frankreich. Am 4. Juni 1994 errang er in Levallois-Perret den WBA-Titel im Weltergewicht gegen den venezolanischen Rechtsausleger Crisanto España. Er verteidigte den Titel sechs Mal erfolgreich, unter anderem gegen den Rechtsausleger Andrew Murray, Vince Phillips (der später Kostya Tszyu durch K. o. besiegte), Oba Carr und José Luis López. Im Jahr 1998 bestritt er keinen Kampf, woraufhin ihm der WBA-Titel wegen Inaktivität aberkannt wurde. Im Februar 1999 verlor er knapp gegen WBC-Weltmeister Óscar de la Hoya.
Nach diesem Kampf stieg er in die nächsthöhere Gewichtsklasse, das Halbmittelgewicht auf, gewann aber keinen bedeutenden Kampf mehr, unter anderem unterlag er 2000 dem IBF-Titelträger Fernando Vargas.
Nach fünf Jahren Ringpause versuchte er 2005 ein Comeback, unterlag umstritten Vernon Forrest und klar Ronald „Winky“ Wright.